# Розсмішіть клоуна
«Розсмішіть клоуна» (рос. «Рассмешите клоуна») — український радянський художній телевізійний двосерійний фільм 1984 року режисера Миколи Рашеєва. Прем'єра фільму на телебаченні відбулася 27 грудня 1984.

## Сюжет
У Київ на тривалі гастролі приїжджає циркова трупа з Росії. Килимовий клоун цієї трупи Вовчик (Володимир Кремена) зірок з неба не хапає. Начальники їм невдоволені, вимагають нових реприз і фантазії.
На прем'єрі відбувається несподіваний випадок. Одна з глядачок, звичайна робітниця громадського харчування, жінка середніх років на ім'я Галя (Галина Польських), посперечавшись зі своїм супутником, проявила непотрібну ініціативу і сама напросилася вийти на арену замість клоунської «підсадки». Вовчик змушений запросити її на арену, не підозрюючи, що це доля. З цього почалося їх творча співпраця, а потім і щось більше…

## У ролях
- Володимир Кремена —  клоун Вовчик  (озвучував Сергій Шакуров)
- Галина Польських —  Галя
- Георгій Тейх —  дядько Жора, інспектор манежу
- Володимир Шевченко —  Володимир Дмитрович, дресирувальник хижаків
- Людмила Шевченко —  дресирувальниця
- Євген Біляуер —  соло-жонглер
- Володимир Дещук —  еквілібрист на котушках
- Володимир Кашоварів —  повітряний Вольтіжери
- Світлана Кашеварова —  повітряний Вольтіжери
- Людмила Лобза —  Таня, колега Галі по роботі в ресторані
- Петро Меркур'єв —  супутник Галі на поданні
- Марк Резницький —  диригент оркестру цирку
- Володимир Примаченко —  епізод
- Володимир Титов —  епізод

## Творча група
- Режисер: Микола Рашеєв
- Сценарист: Сергій Абрамов
- Оператор: Фелікс Гілевич
- Композитор: Володимир Дашкевич
- Музичний супровід: ансамбль «Мелодія»